# Cos (Ariège)
Pour les articles homonymes, voir Cos.
Cos est une commune française, limitrophe de la ville de Foix, située dans le centre du département de l'Ariège en région Occitanie. Sur le plan historique et culturel, la commune fait partie du pays de Foix, composé de la partie centrale du Plantaurel, du massif de l'Arize et d'un tronçon de la vallée de l'Ariège avec ses quelques affluents, mais qui n'est plus que l'ombre du prestigieux comté qui s'étendit jusqu'à l'Espagne et même au-delà.
Exposée à un climat océanique altéré, elle est drainée par divers petits cours d'eau. Incluse dans le parc naturel régional des Pyrénées ariégeoises, la commune possède un patrimoine naturel remarquable composé de cinq zones naturelles d'intérêt écologique, faunistique et floristique.
Cos est une commune rurale qui compte 358 habitants en 2022, après avoir connu une forte hausse de la population depuis 1975. Elle fait partie de l'aire d'attraction de Foix. Ses habitants sont appelés les Cosois ou Cosoises.

## Géographie

### Localisation
1. Carte dynamique
2. Carte Openstreetmap
3. Carte topographique
4. Carte avec les communes environnantes

La commune de Cos se trouve dans le département de l'Ariège, en région Occitanie.
Elle se situe à 3 km à vol d'oiseau de Foix, préfecture du département
La commune fait en outre partie du bassin de vie de Foix.
Les communes les plus proches sont : 
Saint-Pierre-de-Rivière (2,1 km), Saint-Martin-de-Caralp (2,5 km), Vernajoul (3,2 km), Foix (3,3 km), Ganac (3,5 km), Bénac (4,0 km), Serres-sur-Arget (4,3 km), Loubières (4,3 km).
Sur le plan historique et culturel, Cos fait partie du pays de Foix, composé de la partie centrale du Plantaurel, du massif de l'Arize et d'un tronçon de la vallée de l'Ariège avec ses quelques affluents, mais qui n'est plus que l'ombre du prestigieux comté qui s'étendit jusqu'à l'Espagne et même au-delà.
Les communes limitrophes sont  Baulou, Foix, Saint-Martin-de-Caralp, Saint-Pierre-de-Rivière et Vernajoul.
| Saint-Martin-de-Caralp  | Baulou | Vernajoul |
|                         | Cos    |           |
| Saint-Pierre-de-Rivière |        | Foix      |

### Géologie et relief
La commune est située dans les Pyrénées, une chaîne montagneuse jeune, érigée durant l'ère tertiaire (il y a 40 millions d'années environ), en même temps que les Alpes. Les terrains affleurants sur le territoire communal sont constitués de roches sédimentaires et plutoniques datant pour certaines du Mésozoïque, anciennement appelé Ère secondaire, qui s'étend de −252,2 à −66,0 Ma, et pour d'autres du Paléozoïque, une ère géologique qui s'étend de −541 à −252,2 Ma (millions d'années). La structure détaillée des couches affleurantes est décrite dans la feuille « n°1075 - Foix » de la carte géologique harmonisée au 1/50 000ème du département de l'Ariège, et sa notice associée.
La superficie cadastrale de la commune publiée par l’Insee, qui sert de références dans toutes les statistiques, est de 6,4 km2,. La superficie géographique, issue de la BD Topo, composante du Référentiel à grande échelle produit par l'IGN, est quant à elle de 6,54 km2. Son relief est relativement accidenté puisque la dénivelée maximale atteint 280 mètres. L'altitude du territoire varie entre 440 m et 720 m.

### Hydrographie

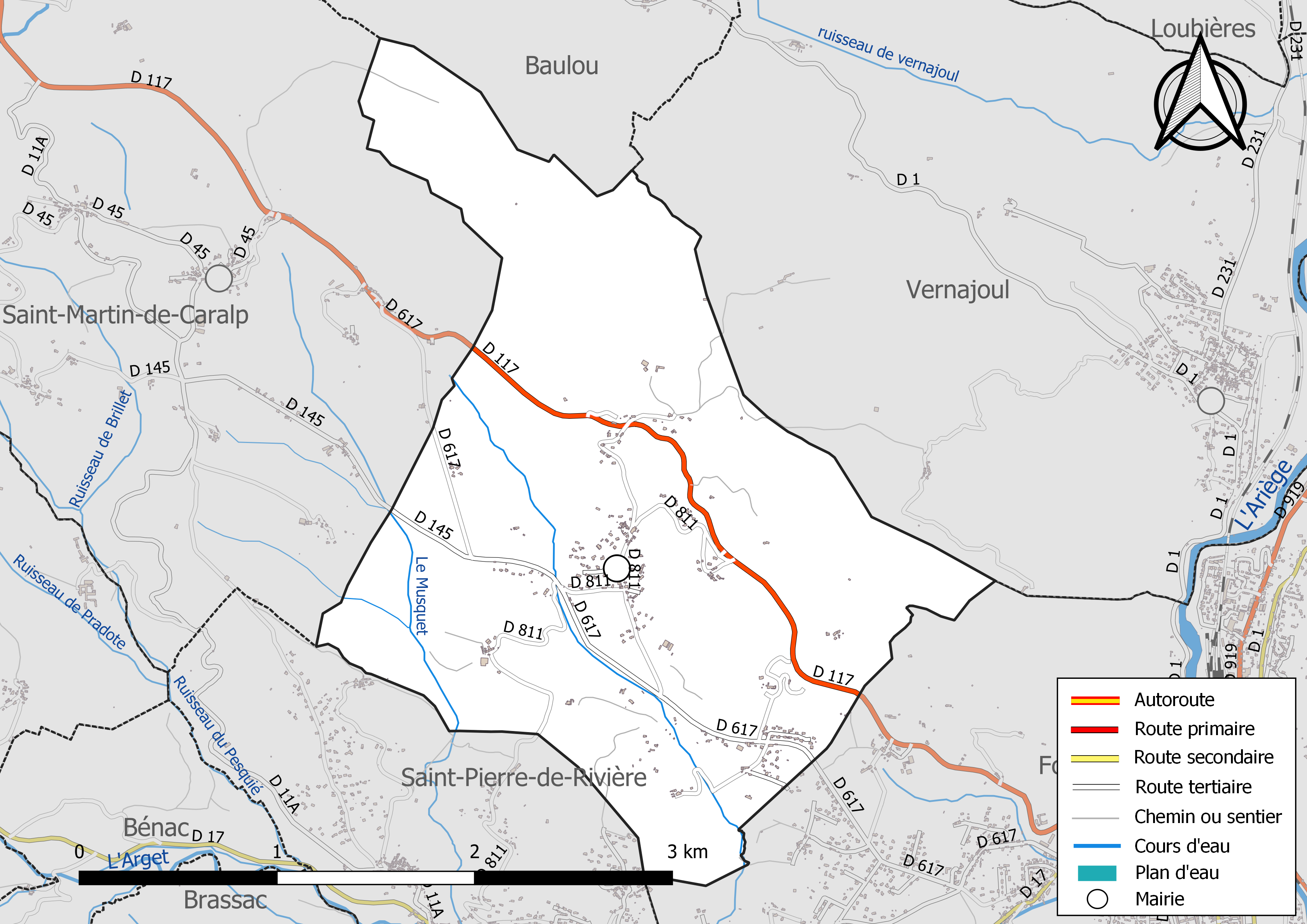
Réseaux hydrographique et routier de Cos.

La commune est dans le bassin versant de la Garonne, au sein du bassin hydrographique Adour-Garonne. Elle est drainée par le Musquet et par un petit cours d'eau, constituant un réseau hydrographique de 4 km de longueur totale,.

### Climat
Pour des articles plus généraux, voir Climat de l'Occitanie et Climat de l'Ariège.
En 2010, le climat de la commune est de type climat océanique altéré, selon une étude s'appuyant sur une série de données couvrant la période 1971-2000. En 2020, Météo-France publie une typologie des climats de la France métropolitaine dans laquelle la commune est exposée à un climat de montagne et est dans la région climatique Pyrénées centrales, caractérisée par une pluviométrie annuelle de 1 000 à 1 200 mm.
Pour la période 1971-2000, la température annuelle moyenne est de 11,8 °C, avec une amplitude thermique annuelle de 15,2 °C. Le cumul annuel moyen de précipitations est de 942 mm, avec 10,2 jours de précipitations en janvier et 6,4 jours en juillet. Pour la période 1991-2020, la température moyenne annuelle observée sur la station météorologique installée sur la commune est de 12,4 °C et le cumul annuel moyen de précipitations est de 1 004,0 mm,. Pour l'avenir, les paramètres climatiques de la commune estimés pour 2050 selon différents scénarios d'émission de gaz à effet de serre sont consultables sur un site dédié publié par Météo-France en novembre 2022.
| Mois                                  | jan.          | fév.           | mars           | avril         | mai           | juin          | jui.          | août          | sep.          | oct.          | nov.          | déc.          | année      |
| ------------------------------------- | ------------- | -------------- | -------------- | ------------- | ------------- | ------------- | ------------- | ------------- | ------------- | ------------- | ------------- | ------------- | ---------- |
| Température minimale moyenne (°C)     | 0,9           | 0,9            | 3,3            | 6,1           | 9,1           | 12,7          | 14,5          | 14,1          | 11,4          | 8,1           | 3,9           | 1,4           | 7,2        |
| Température moyenne (°C)              | 5,4           | 5,7            | 8,4            | 11,3          | 14,2          | 18,1          | 20,3          | 20            | 17,3          | 13,7          | 8,7           | 6,1           | 12,4       |
| Température maximale moyenne (°C)     | 9,9           | 10,4           | 13,5           | 16,5          | 19,4          | 23,6          | 26            | 25,9          | 23,2          | 19,3          | 13,6          | 10,8          | 17,7       |
| Record de froid (°C) date du record   | −9,8 28.01.05 | −14,7 09.02.12 | −12,5 01.03.05 | −1,8 20.04.17 | 0,4 01.05.04  | 3 12.06.19    | 7,7 09.07.04  | 6,6 31.08.10  | 1,6 28.09.07  | −2,8 29.10.12 | −6,9 17.11.07 | −8 18.12.09   | −14,7 2012 |
| Record de chaleur (°C) date du record | 21,1 01.01.22 | 24,6 27.02.19  | 26,3 29.03.23  | 27,9 30.04.05 | 31,5 21.05.22 | 36,8 19.06.22 | 37,4 18.07.23 | 38,9 23.08.23 | 33,5 03.09.05 | 33,1 01.10.23 | 26,1 17.11.09 | 22,3 08.12.10 | 38,9 2023  |
| Précipitations (mm)                   | 105,8         | 82,1           | 89,3           | 82,8          | 105,7         | 66,9          | 59,6          | 62,4          | 70,9          | 74            | 110,4         | 94,1          | 1 004      |

### Milieux naturels et biodiversité

#### Espaces protégés
La protection réglementaire est le mode d’intervention le plus fort pour préserver des espaces naturels remarquables et leur biodiversité associée,.
La commune fait partie du parc naturel régional des Pyrénées ariégeoises, créé en 2009 et d'une superficie de 245 973 ha, qui s'étend sur 138 communes du département. Ce territoire unit les plus hauts sommets aux frontières de l’Andorre et de l’Espagne (la Pique d'Estats, le mont Valier, etc) et les plus hautes vallées des avants-monts, jusqu’aux plissements du Plantaurel.

#### Zones naturelles d'intérêt écologique, faunistique et floristique
L’inventaire des zones naturelles d'intérêt écologique, faunistique et floristique (ZNIEFF) a pour objectif de réaliser une couverture des zones les plus intéressantes sur le plan écologique, essentiellement dans la perspective d’améliorer la connaissance du patrimoine naturel national et de fournir aux différents décideurs un outil d’aide à la prise en compte de l’environnement dans l’aménagement du territoire.
Trois ZNIEFF de type 1 sont recensées sur la commune :
- l'« aval de l'Arget et affluents (vallée de la Barguillère) » (71 ha), couvrant 7 communes du département[24] ;
- « le Plantaurel : du Mas d'Azil à l'Ariège » (15 850 ha), couvrant 26 communes du département[25],
- le « massif de l'Arize, versant nord » (12 354 ha), couvrant 23 communes du département[26] ;

et deux ZNIEFF de type 2, : 
- « le Plantaurel » (42 116 ha), couvrant 72 communes dont 68 dans l'Ariège, 2 dans l'Aude et 2 dans la Haute-Garonne[27] ;
- le « massif de l'Arize » (42 110 ha), couvrant 40 communes du département[28].

Carte des ZNIEFF de type 1 et 2 à Cos.
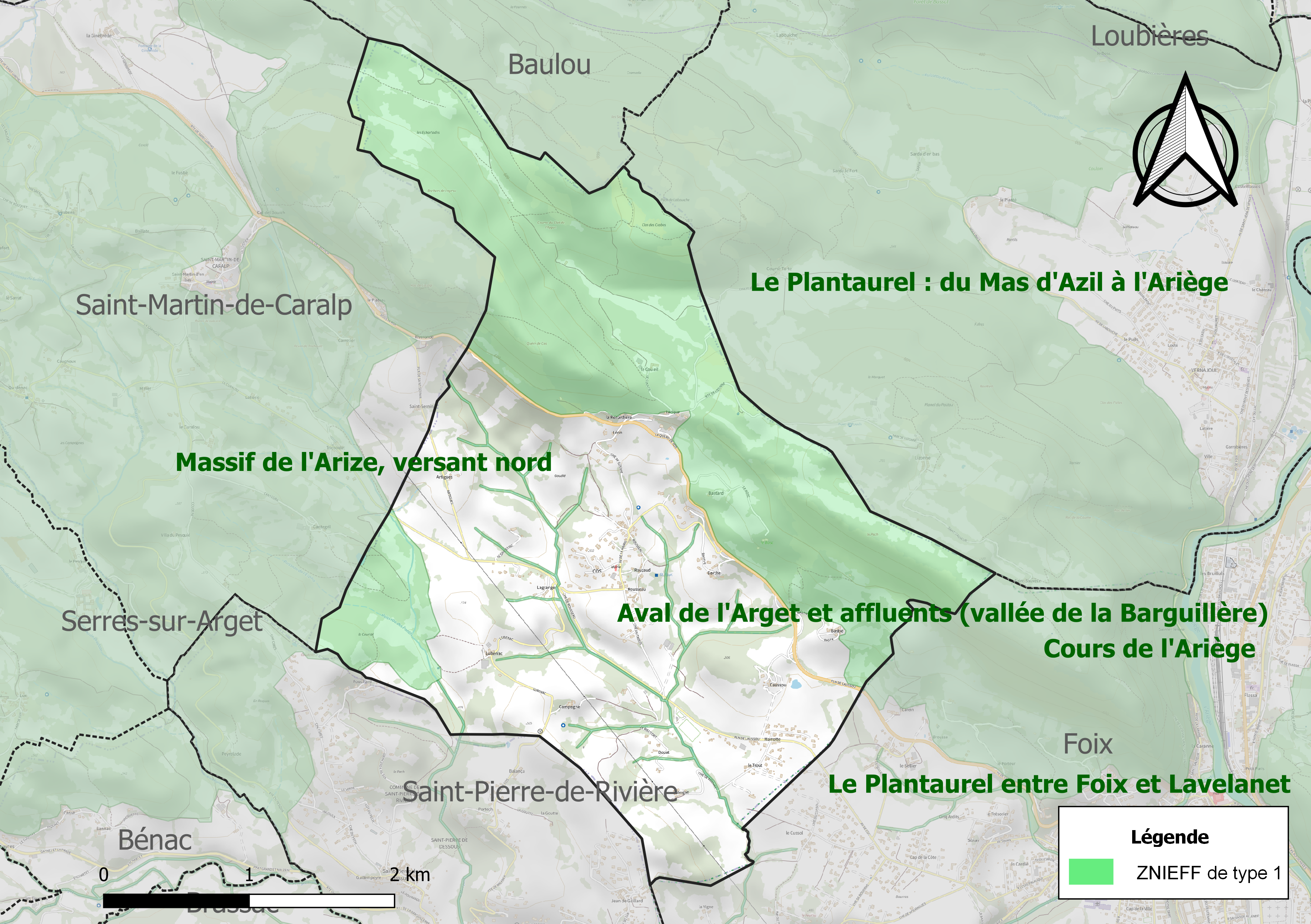
Carte des ZNIEFF de type 1 sur la commune.
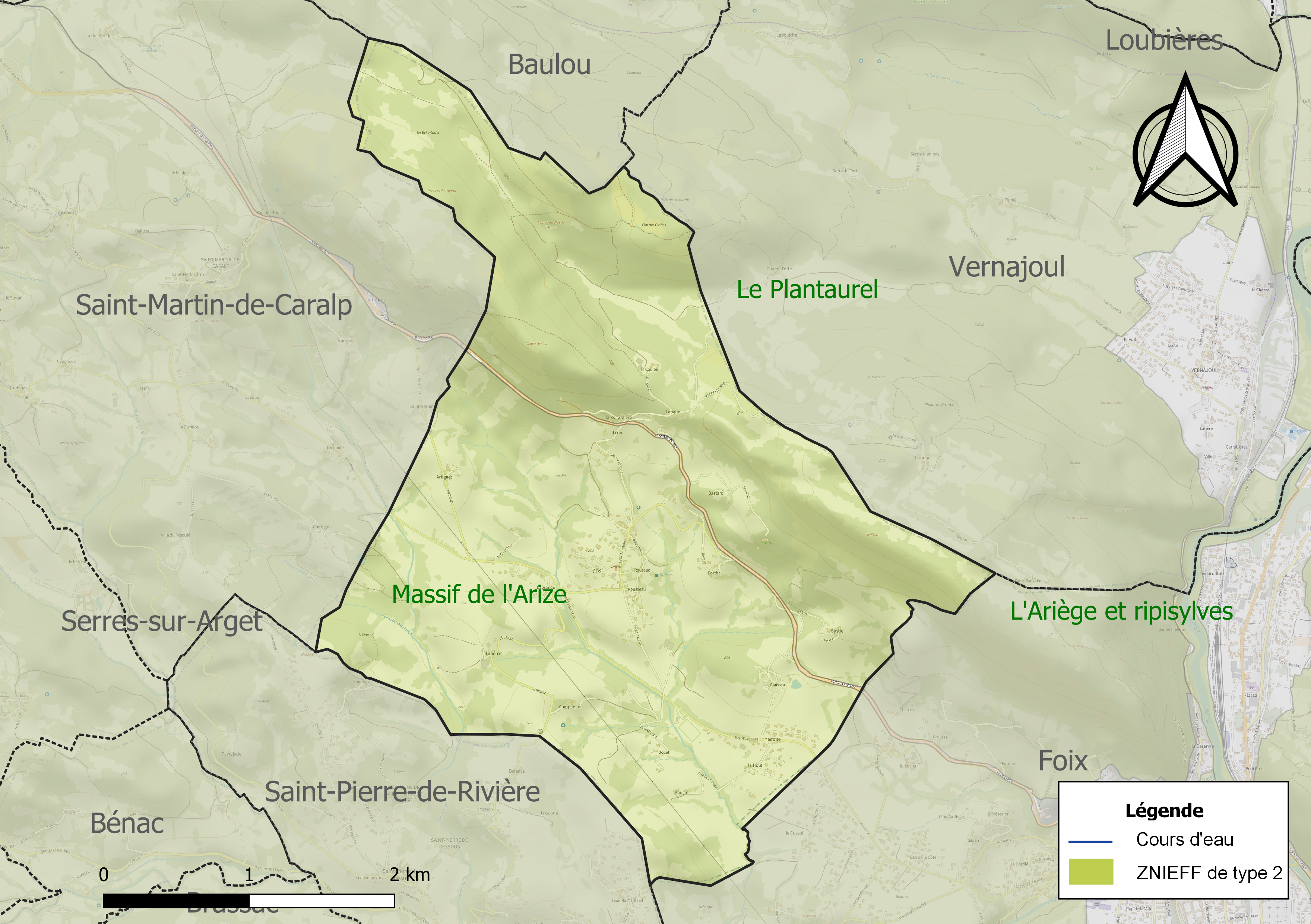
Carte des ZNIEFF de type 2 sur la commune.

## Urbanisme

### Typologie
Au 1er janvier 2024, Cos est catégorisée commune rurale à habitat dispersé, selon la nouvelle grille communale de densité à 7 niveaux définie par l'Insee en 2022.
Elle est située hors unité urbaine. Par ailleurs la commune fait partie de l'aire d'attraction de Foix, dont elle est une commune de la couronne,. Cette aire, qui regroupe 38 communes, est catégorisée dans les aires de moins de 50 000 habitants,.

### Occupation des sols
L'occupation des sols de la commune, telle qu'elle ressort de la base de données européenne d’occupation biophysique des sols Corine Land Cover (CLC), est marquée par l'importance des territoires agricoles (67,5 % en 2018), en diminution par rapport à 1990 (70,9 %). La répartition détaillée en 2018 est la suivante : 
zones agricoles hétérogènes (67,5 %), forêts (24,8 %), milieux à végétation arbustive et/ou herbacée (6,3 %), zones urbanisées (1,4 %). L'évolution de l’occupation des sols de la commune et de ses infrastructures peut être observée sur les différentes représentations cartographiques du territoire : la carte de Cassini (XVIIIe siècle), la carte d'état-major (1820-1866) et les cartes ou photos aériennes de l'IGN pour la période actuelle (1950 à aujourd'hui).

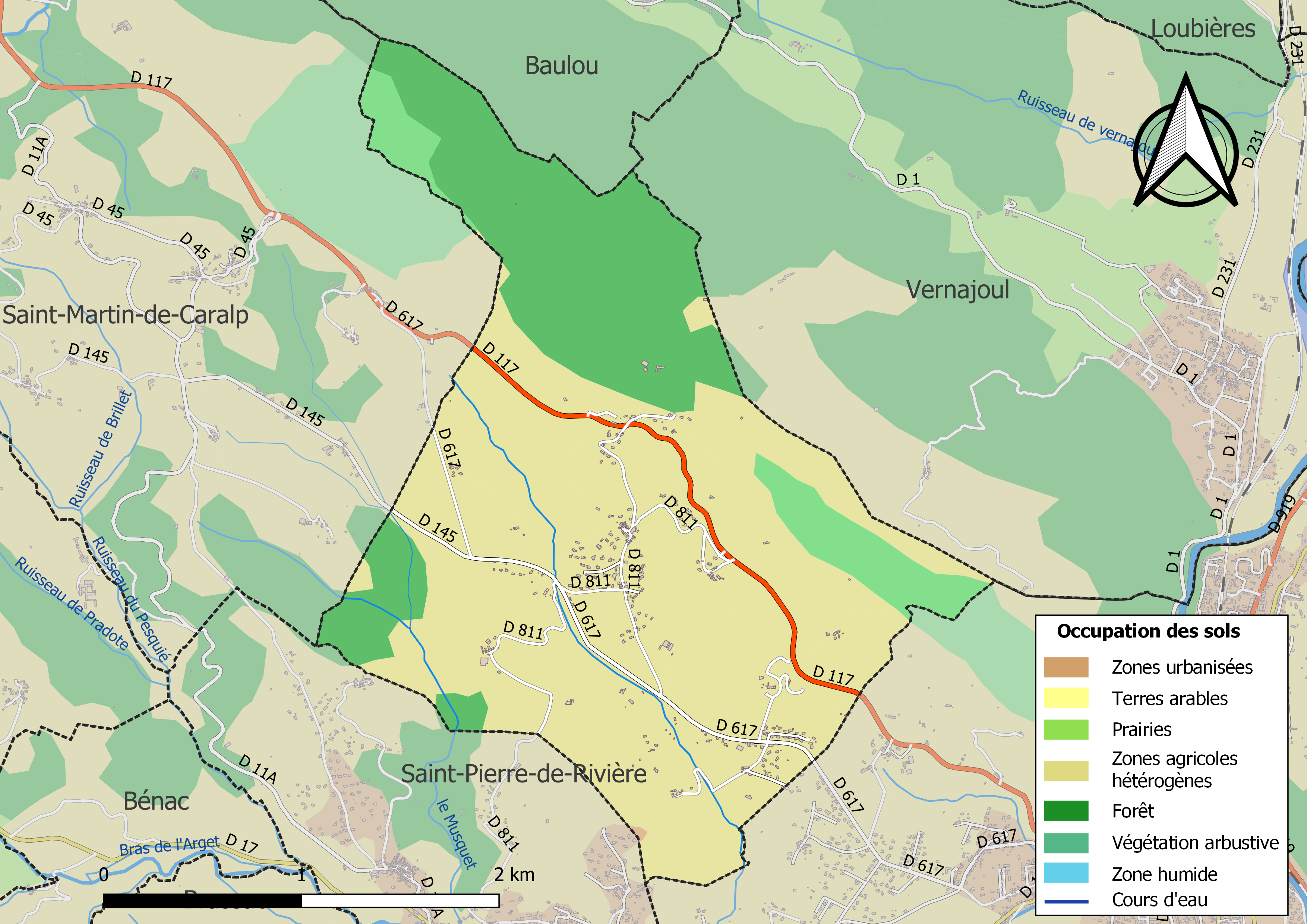
Carte des infrastructures et de l'occupation des sols de la commune en 2018 (CLC).

### Hameaux
Artigues, Campagne, Junques Serre, Lubénac, Pigné, Plaine de Caussou, Rousseau, Rouzaud.

### Habitat et logement
En 2018, le nombre total de logements dans la commune était de 204, alors qu'il était de 204 en 2013 et de 172 en 2008.
Parmi ces logements, 84,3 % étaient des résidences principales, 13,2 % des résidences secondaires et 2,5 % des logements vacants. Ces logements étaient pour 91,2 % d'entre eux des maisons individuelles et pour 6,4 % des appartements.
Le tableau ci-dessous présente la typologie des logements à Cos en 2018 en comparaison avec celle de l'Ariège et de la France entière. Une caractéristique marquante du parc de logements est ainsi une proportion de résidences secondaires et logements occasionnels (13,2 %) inférieure à celle du département (24,6 %) mais supérieure à celle de la France entière (9,7 %). Concernant le statut d'occupation de ces logements, 83,1 % des habitants de la commune sont propriétaires de leur logement (83,1 % en 2013), contre 66,3 % pour l'Ariège et 57,5 % pour la France entière.
| Typologie                                               | Cos  | Ariège | France entière |
| ------------------------------------------------------- | ---- | ------ | -------------- |
| Résidences principales (en %)                           | 84,3 | 65,7   | 82,1           |
| Résidences secondaires et logements occasionnels (en %) | 13,2 | 24,6   | 9,7            |
| Logements vacants (en %)                                | 2,5  | 9,7    | 8,2            |

### Risques majeurs
Le territoire de la commune de Cos est vulnérable à différents aléas naturels : inondations, climatiques (grand froid ou canicule), feux de forêts, mouvements de terrains et séisme (sismicité modérée). Il est également exposé à un risque technologique,  le transport de matières dangereuses, et à un risque particulier, le risque radon,.

#### Risques naturels

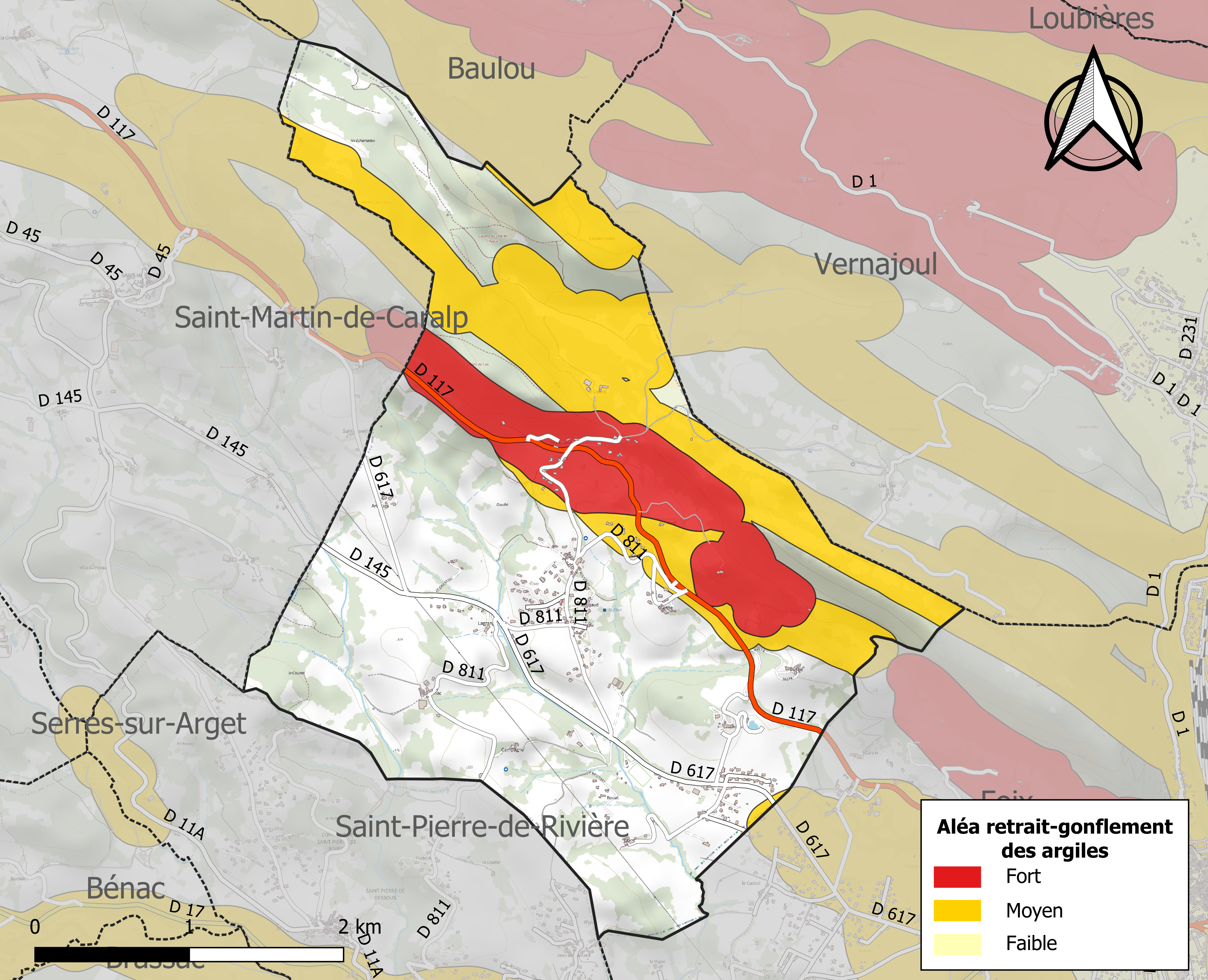
Zonage de l'aléa retrait-gonflement des argiles sur la commune de Cos.

Certaines parties du territoire communal sont susceptibles d’être affectées par le risque d’inondation par crue torrentielle d'un cours d'eau, ou ruissellement d'un versant.
Les mouvements de terrains susceptibles de se produire sur la commune sont soit des chutes de blocs, soit des glissements de terrains, soit des effondrements liés à des cavités souterraines, soit des mouvements liés au retrait-gonflement des argiles. Près de 50 % de la superficie du département est concernée par l'aléa retrait-gonflement des argiles, dont la commune de Cos. L'inventaire national des cavités souterraines permet par ailleurs de localiser celles situées sur la commune.

#### Risques technologiques
Le risque de transport de matières dangereuses par une infrastructure routière ou ferroviaire ou par une canalisation de transport de gaz concerne la commune. Un accident se produisant sur une telle infrastructure est en effet susceptible d’avoir des effets graves au bâti ou aux personnes jusqu’à 350 m, selon la nature du matériau transporté. Des dispositions d’urbanisme peuvent être préconisées en conséquence.

#### Risque particulier
Dans plusieurs parties du territoire national, le radon, accumulé dans certains logements ou autres locaux, peut constituer une source significative d’exposition de la population aux rayonnements ionisants. Toutes les communes du département sont concernées par le risque radon à un niveau plus ou moins élevé. Selon la classification de 2018, la commune de Cos est classée en zone 3, à savoir zone à potentiel radon significatif.

## Toponymie
Le nom de Cos vient de l'occitan gascon còs qui désigne une colline caillouteuse, un tertre, un monticule, le mot occitan venant lui-même du proto-basque koiz, de même sens. On trouve dans le Sud-Ouest un certain nombre de toponymes dérivés comme (Le) Cosset, Cosson, Ruisseau du Cos, etc.

## Histoire
De la bauxite (minerai d'alumine) fut extraite à Cos.

## Politique et administration

### Découpage territorial
La commune de Cos est membre de la communauté d'agglomération Pays Foix-Varilhes, un établissement public de coopération intercommunale (EPCI) à fiscalité propre créé le 16 novembre 2016 dont le siège est à Foix. Ce dernier est par ailleurs membre d'autres groupements intercommunaux.
Sur le plan administratif, elle est rattachée à l'arrondissement de Foix, au département de l'Ariège, en tant que circonscription administrative de l'État, et à la région Occitanie.
Sur le plan électoral, elle dépend du canton de Foix pour l'élection des conseillers départementaux, depuis le redécoupage cantonal de 2014 entré en vigueur en 2015, et de la première circonscription de l'Ariège  pour les élections législatives, depuis le redécoupage électoral de 1986.

### Liste des maires
| Période                                  | Période  | Identité              | Étiquette | Qualité                          |
| ---------------------------------------- | -------- | --------------------- | --------- | -------------------------------- |
| mars 1983                                | mai 2020 | Jean-François Manaud  |           | Retraité de la fonction publique |
| mai 2020                                 | en cours | Marie-Christine Dubuc |           | Ancienne Cadre                   |
| Les données manquantes sont à compléter. |          |                       |           |                                  |

## Population et société

### Démographie
| 1793 | 1800 | 1806 | 1821 | 1831 | 1836 | 1841 | 1846 | 1851 |
| ---- | ---- | ---- | ---- | ---- | ---- | ---- | ---- | ---- |
| 129  | 137  | 148  | 147  | 166  | 173  | 182  | 220  | 132  |

| 1856 | 1861 | 1866 | 1872 | 1876 | 1881 | 1886 | 1891 | 1896 |
| ---- | ---- | ---- | ---- | ---- | ---- | ---- | ---- | ---- |
| 155  | 176  | 165  | 192  | 193  | 190  | 218  | 223  | 229  |

| 1901 | 1906 | 1911 | 1921 | 1926 | 1931 | 1936 | 1946 | 1954 |
| ---- | ---- | ---- | ---- | ---- | ---- | ---- | ---- | ---- |
| 234  | 210  | 208  | 182  | 158  | 150  | 149  | 133  | 141  |

| 1962 | 1968 | 1975 | 1982 | 1990 | 1999 | 2006 | 2011 | 2016 |
| ---- | ---- | ---- | ---- | ---- | ---- | ---- | ---- | ---- |
| 138  | 124  | 146  | 215  | 236  | 258  | 350  | 380  | 394  |

| 2021 | 2022 | - | - | - | - | - | - | - |
| ---- | ---- | - | - | - | - | - | - | - |
| 368  | 358  | - | - | - | - | - | - | - |

## Économie

### Revenus
En 2018, la commune compte 171 ménages fiscaux, regroupant 388 personnes. La médiane du revenu disponible par unité de consommation est de 23 870 € (19 820 € dans le département).

### Emploi
| Division       | 2008  | 2013   | 2018   |
| -------------- | ----- | ------ | ------ |
| Commune        | 3 %   | 7,4 %  | 6,3 %  |
| Département    | 8,9 % | 11,1 % | 11,2 % |
| France entière | 8,3 % | 10 %   | 10 %   |

En 2018, la population âgée de 15 à 64 ans s'élève à 253 personnes, parmi lesquelles on compte 74 % d'actifs (67,8 % ayant un emploi et 6,3 % de chômeurs) et 26 % d'inactifs,. Depuis 2008, le taux de chômage communal (au sens du recensement) des 15-64 ans est inférieur à celui de la France et du département.
La commune fait partie de la couronne de l'aire d'attraction de Foix, du fait qu'au moins 15 % des actifs travaillent dans le pôle,. Elle compte 30 emplois en 2018, contre 30 en 2013 et 43 en 2008. Le nombre d'actifs ayant un emploi résidant dans la commune est de 174, soit un indicateur de concentration d'emploi de 17,2 % et un taux d'activité parmi les 15 ans ou plus de 56,7 %.
Sur ces 174 actifs de 15 ans ou plus ayant un emploi, 23 travaillent dans la commune, soit 13 % des habitants. Pour se rendre au travail, 90,8 % des habitants utilisent un véhicule personnel ou de fonction à quatre roues, 2,9 % les transports en commun, 2,3 % s'y rendent en deux-roues, à vélo ou à pied et 4 % n'ont pas besoin de transport (travail au domicile).

### Activités hors agriculture
22 établissements sont implantés  à Cos au 31 décembre 2019. Le tableau ci-dessous en détaille le nombre par secteur d'activité et compare les ratios avec ceux du département,.
Le secteur des activités spécialisées, scientifiques et techniques et des activités de services administratifs et de soutien est prépondérant sur la commune puisqu'il représente 18,2 % du nombre total d'établissements de la commune (4 sur les 22 entreprises implantées  à Cos), contre 13,2 % au niveau départemental.

### Agriculture
|                                   | 1988 | 2000 | 2010 |
| --------------------------------- | ---- | ---- | ---- |
| Exploitations                     | 15   | 6    | 6    |
| Superficie agricole utilisée (ha) | 415  | 386  | 408  |

La commune fait partie de la petite région agricole dénommée « Région sous-pyrénéenne ». En 2010, l'orientation technico-économique de l'agriculture  sur la commune est l'élevage de bovins, orientation lait. Six exploitations agricoles ayant leur siège dans la commune sont dénombrées lors du recensement agricole de 2010 (douze en 1988). La superficie agricole utilisée est de 408 ha.

## Sports
- Football Club de Cos, association sportive depuis 2012.

## Culture locale et patrimoine

### Lieux et monuments
- Château de Caussou

Début 2017, la commune est « réputée sans clochers ».

### Personnalités liées à la commune
- Isabelle Sandy (1884-1975), écrivaine, née dans la commune.